# Koninklijke Antwerpse Zwemclub
Il Koninklijke Antwerpse Zwemclub, abbreviato anche con KAZC, è stata una società pallanuotistica belga. Essa vanta di aver conquistato nella sua storia ultracentenaria ventitré campionati belgi e una Coppa del Belgio. Nel 1999, fondendosi con il Koninklijke Zwemclub Scaldis, ha dato vita al Koninklijke Antwerpse Zwemclub Scaldis, club attualmente militante in Division I.

## Storia
Fondato nel 1895 ad Anversa, il Koninklijke Antwerpse Zwemclub è stato uno dei club belgi più blasonati. Con i suoi ventitré trionfi nel campionato belga è la seconda squadra ad aver vinto il maggior numero di titoli, seconda solo al Cercle de Natation Bruxelles-Atalante, che conduce la classifica con ventisei vittorie. Vince il suo primo campionato nel 1924 e il titolo fu riconfermato nei due anni successivi. L'ultimo trofeo vinto dall'Antwerpse è stata la Coppa del Belgio nel 1990, prima della fusione avvenuta nel 1999.

## Palmarès

### Competizioni nazionali
- Campionato belga: 23

1924, 1925, 1926, 1928, 1930, 1932, 1934, 1950, 1951, 1952 
1955, 1956, 1959, 1960, 1962, 1970, 1971, 1972, 1976, 1982 
1985, 1986, 1987
- Coppa del Belgio: 1

1990